# Bernd Thinius
Bernd Thinius (* Mitte des 20. Jahrhunderts) ist ein deutscher Ingenieur, Amateurastronom und Asteroidenentdecker.

## Leben
Thinius promovierte 1990 an der Friedrich-Schiller-Universität Jena zum Doktoringenieur mit einer Arbeit zum Thema Prozess- und Experimentautomatisierung durch dezentrale Rechentechnik am Beispiel lagerklimatischer Prozesse der Landwirtschaft. Seit dieser Zeit betreibt er ein Ingenieurbüro für Klima-Messtechnik mit Sitz in Potsdam.

## Tätigkeit als Amateurastronom
Bereits mit sechs Jahren baute Thinius sein erstes Fernrohr. Das war sein Einstieg in die Astronomie. Im Jahr 2000 gewann er bei einem Tag der offenen Tür des Leibniz-Instituts für Astrophysik Potsdam (AIP) eine Nacht am institutseigenen 70-cm-Teleskop. Dort lernte er den Astronomen Axel D. Schwope kennen, der Thinius bei seinen astronomischen Beobachtungen unterstützte und förderte. Thinius benutzte in der Folgezeit das Fernrohr des AIP, wenn es frei war. Aus dieser Bekanntschaft und der folgenden Zusammenarbeit mit Schwope gingen einige Veröffentlichungen hervor.
Von 2005 bis 2006 baute er in Bornim für sich und seine Familie ein eigenes Haus, auf dessen Dach er eine private Sternwarte errichtete. Diese Sternwarte ist seit 2006 beim Minor Planet Center registriert unter dem Namen Inastars Observatory Potsdam (IOP) mit dem Beobachtungscode B15. Thinius benutzt ein Schmidt-Cassegrain-Teleskop C14 der Firma Celestron mit 360 mm Öffnung und einer Brennweite  von 3910 mm. An das Teleskop ist eine Kamera mit CCD-Sensor angeschlossen. Die Anlage wird über einen Computer gesteuert.
Thinius entdeckte in den Jahren 2008 und 2009 zwei Asteroiden und durfte ihnen als Erstentdecker Namen geben. Es handelt sich um die Asteroiden (278513) Schwope und (264131) Bornim. (278513) Schwope benannte er nach Axel D. Schwope, dem er viele Anregungen verdankte. (264131) Bornim benannte er nach seiner Wohngemeinde Bornim.

## Mitgliedschaften, Engagement
Thinius ist Mitglied der Vereinigung der Sternfreunde. Er beteiligt sich mit über 1000 anderen Amateurastronomen an der Suche nach Asteroiden und an deren Bahnbestimmung, um Kleinplaneten zu finden, die der Erde möglicherweise gefährlich nahe kommen könnten. Er organisiert für interessierte Amateurastronomen und Bürger seiner Wohngemeinde Führungen und Besichtigungen verschiedener Observatorien.

## Veröffentlichungen (Auswahl)
- Axel D. Schwope, Bernd D. Thinius: PTF1J2224+17: A short-period, high-field polar, 2020, Astronomische Nachrichten online
- Axel D. Schwope, Bernd D. Thinius: On the ephemeris of the eclipsing polar HU Aquarii. II: New eclipse epochs obtained 2014–2018, 2018
- A. D. Schwope, F. Mackebrandt, B. D. Thinius, C. Littlefield, P. Garnavich, Arto Oksanen, T. Granzer: Multi-epoch time-resolved photometry of the eclipsing polar CSS081231:J071126+440405, 2015, Astronomische Nachrichten 336, doi:10.1002/asna.201412151 online
- Axel D. Schwope, Bernd D. Thinius: On the ephemeris of the eclipsing polar HU Aquarii, 2014, Astronomische Nachrichten 335 online
- Axel D. Schwope, Bernd D. Thinius: CSS091109:035759+102943 - a candidate polar, 2012, Astronomische Nachrichten 333 online